# Okręgowe ligi polskie w piłce nożnej (1929)

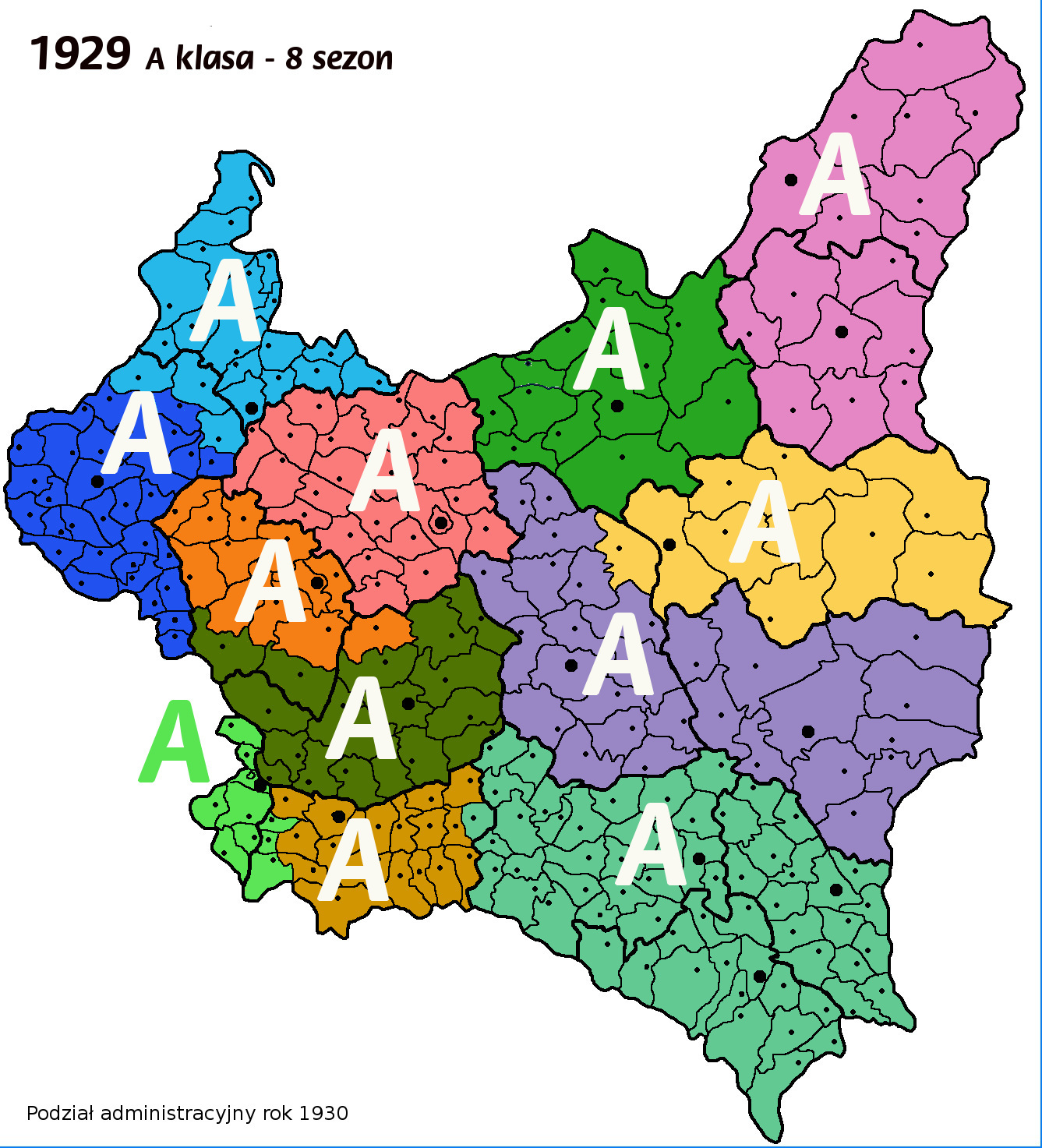
1929 rok A klasa

Okręgowe rozgrywki w piłce nożnej w sezonie 1929 odbywały się w 12 okręgach, a ich najwyższym poziomem była klasa A. Mistrzowie okręgów spotykali się w eliminacjach walcząc o awans do Ligi.
| Poziomy rozgrywkowe w sezonie 1929 | Poziomy rozgrywkowe w sezonie 1929 | Poziomy rozgrywkowe w sezonie 1929 |
| Rozgrywki                          | P                                  | Nazwa                              |
| ---------------------------------- | ---------------------------------- | ---------------------------------- |
| Centralne                          | I                                  | Liga                               |
| Okręgowe (12 okręgów)              | II                                 | A Klasa                            |
| Okręgowe (12 okręgów)              | III                                | B klasa                            |
| Okręgowe (12 okręgów)              | IV                                 | C klasa                            |

## Rozgrywki okręgowe

### Mistrzostwa Klasy A Białostockiego OZPN
- mistrz: Cresovia Grodno

| Poz. | Drużyna             | M  | Z | R | P | Bramki | Punkty |
| ---- | ------------------- | -- | - | - | - | ------ | ------ |
| 1    | Cresovia Grodno     | 10 | 8 | 1 | 1 | 32-15  | 17     |
| 2    | WKS 42 PP Białystok | 10 | 8 | 1 | 1 | 25-12  | 17     |
| 3    | ŻKS Białystok       | 10 | 4 | 1 | 5 | 19-23  | 9      |
| 4    | Makabi Grodno       | 10 | 3 | 2 | 5 | 17-19  | 8      |
| 5    | WKS 76 PP Grodno    | 10 | 2 | 3 | 5 | 14-14  | 7      |
| 6    | Makabi Białystok    | 10 | 1 | 0 | 9 | 12-36  | 2      |

- Według regulaminu przy równej ilości punktów odbył się dodatkowy mecz o 1 miejsce.

Cresovia Grodno: WKS 42 PP Białystok 3:2.
- Od następnego sezonu klasę A powiększono do 8 zespołów. Z klasy B awansowały drużyny Jutrzni Białystok, Kraftu Grodno.

### Mistrzostwa Klasy A Kieleckiego OZPN
- mistrz: RKS Radom

### Mistrzostwa Klasy A Krakowskiego OZPN
- mistrz: Podgórze Kraków

### Mistrzostwa Klasy A Lubelskiego OZPN
- mistrz: WKS 9 PAC Siedlce

| Poz. | Drużyna                 | M  | Z    | R    | P    | Bramki | Punkty |
| ---- | ----------------------- | -- | ---- | ---- | ---- | ------ | ------ |
| 1    | WKS 9 PAC Siedlce       | 10 | b.d. | b.d. | b.d. | b.d.   | b.d.   |
| 2    | WKS 22 PP Siedlce       | 10 | b.d. | b.d. | b.d. | b.d.   | b.d.   |
| 3    | WKS Unia Lublin         | 10 | b.d. | b.d. | b.d. | b.d.   | b.d.   |
| 4    | WKS 7 PP Leg Chełm (b)  | 10 | b.d. | b.d. | b.d. | b.d.   | b.d.   |
| 5    | AZS Lublin              | 10 | b.d. | b.d. | b.d. | b.d.   | b.d.   |
| 6    | Plage Laśkiewicz Lublin | 10 | b.d. | b.d. | b.d. | b.d.   | b.d.   |

- Spadła drużyna Plage Laśkiewicz Lublin, z klasy B awansował Sokół Lublin.

### Mistrzostwa Klasy A Lwowskiego OZPN
- mistrz: Lechia Lwów

GRUPA I
| Poz. | Drużyna             | M | Z    | R    | P    | Bramki | Punkty |
| ---- | ------------------- | - | ---- | ---- | ---- | ------ | ------ |
| 1    | Polonia Przemyśl    | 8 | b.d. | b.d. | b.d. | 24-8   | 15     |
| 2    | Janina Złoczów      | 8 | b.d. | b.d. | b.d. | 16-16  | 9      |
| 3    | Resovia Rzeszów (b) | 8 | b.d. | b.d. | b.d. | 17-17  | 7      |
| 4    | Hasmonea Lwów (s)   | 8 | b.d. | b.d. | b.d. | 13-17  | 7      |
| 5    | AZS Lwów            | 8 | b.d. | b.d. | b.d. | 7-19   | 2      |
| 6    | Pogoń 1b Lwów       | – | –    | –    | –    | –      | -      |

- AZS Lwów – spadek do B klasy.
- Pogoń 1 b – wyniki nie wliczane do tabeli.

GRUPA II
| Poz. | Drużyna                | M | Z    | R    | P    | Bramki | Punkty |
| ---- | ---------------------- | - | ---- | ---- | ---- | ------ | ------ |
| 1    | Lechia Lwów            | 8 | b.d. | b.d. | b.d. | 20-12  | 11     |
| 2    | Pogoń Stryj            | 8 | b.d. | b.d. | b.d. | 16-18  | 9      |
| 3    | Ukraina Lwów           | 8 | b.d. | b.d. | b.d. | 22-16  | 8      |
| 4    | Rewera Stanisławów     | 8 | b.d. | b.d. | b.d. | 12-17  | 7      |
| 5    | Hakoah Stanisławów (b) | 8 | b.d. | b.d. | b.d. | 12-19  | 5      |
| 6    | Czarni 1b Lwów         | – | –    | –    | –    | –      | -      |

- Hakoah Stanisławów – spadek do B klasy.
- Czarni 1 b – wyniki nie wliczane do tabeli.

MECZE O AWANS DO ELIMINACJI

Polonia Przemyśl: Lechia Lwów 2:5, 3:0, 2:3.
- W następnym sezonie 1 grupa A klasy, awansował Świteź Lwów.

### Mistrzostwa Klasy A Łódzkiego OZPN
- mistrz: ŁTSG Łódź

### Mistrzostwa Klasy A Poleskiego OZPN
- mistrz: WKS 82 pp Brześć

### Mistrzostwa Klasy A Pomorskiego OZPN
- mistrz: Polonia Bydgoszcz

| Poz. | Drużyna                | M | Z    | R    | P    | Bramki | Punkty |
| ---- | ---------------------- | - | ---- | ---- | ---- | ------ | ------ |
| 1    | Polonia Bydgoszcz      | 8 | b.d. | b.d. | b.d. | 27-11  | 12     |
| 2    | Gryf Toruń             | 8 | b.d. | b.d. | b.d. | 24-18  | 10     |
| 3    | Olimpia Grudziądz      | 8 | b.d. | b.d. | b.d. | 16-24  | 8      |
| 4    | Kaszubia Wejherowo (b) | 8 | b.d. | b.d. | b.d. | 17-16  | 6      |
| 5    | TKS Toruń (s)          | 8 | b.d. | b.d. | b.d. | 10-20  | 4      |

- TKS Toruń zajął miejsce drużyny rezerw.
- Nikt nie spadł, awansował PePeGe Grudziądz (GKS 1925 przy Pepege).

### Mistrzostwa Klasy A Poznańskiego OZPN
- mistrz: Legia Poznań
- wicemistrz: Stella Gniezno (piłka nożna)
- III miejsce: Posnania Poznań

### Mistrzostwa Klasy A Śląskiego OZPN
- mistrz: Naprzód Lipiny

### Mistrzostwa Klasy A Warszawskiego OZPN
- mistrz: Marymont Warszawa

### Mistrzostwa Klasy A Wileńskiego OZPN
- mistrz: Ognisko Wilno

### Mistrzostwa Klasy A Wołyńskiego OZPN
- mistrz:

## Eliminacje o I ligę
O wejście do Ligi walczyło już 12 drużyn, podzielonych na 4 grupy. Do finału wchodziły tylko mistrzowie grup.

### Tabela grupy I
|   | Klub              | M | Pkt | Z | R | P | Br+ | Br− | Uwagi |
| 1 | ŁTSG Łódź         | 6 | 11  | 5 | 1 | 0 | 16  | 6   |       |
| 2 | Legia Poznań      | 6 | 9   | 4 | 1 | 1 | 15  | 8   |       |
| 3 | Marymont Warszawa | 6 | 4   | 2 | 0 | 4 | 16  | 12  |       |
| 4 | Polonia Bydgoszcz | 6 | 0   | 0 | 0 | 6 | 4   | 25  |       |

Legenda:
|  | Awans do fazy finałowej |

### Wyniki
```
ŁTSG Łódź                      xxx 2-2 2-1 3-0*
Legia Poznań                   1-2 xxx 4-1 4-1
Marymont Warszawa              1-3 1-2 xxx 4-0
Polonia Bydgoszcz              1-4 1-2 1-8 xxx
```

```
* ŁTSG - Marymont 3-1 według FUJI, 2-1 według Radoń i PLPN.
* Legia - ŁTSG 1-2 według FUJI i PLPN, 2-2 według Radoń.
* Marymont - ŁTSG 1-2 według FUJI, 1-3 według Radoń i PLPN.
* ŁTSG - Legia 2-2 według FUJI i PLPN, 2-1 według Radoń.
```

### Tabela grupy II
|   | Klub            | M | Pkt | Z | R | P | Br+ | Br− | Uwagi |
| 1 | Naprzód Lipiny  | 4 | 8   | 4 | 0 | 0 | 19  | 4   |       |
| 2 | Podgórze Kraków | 4 | 4   | 2 | 0 | 2 | 11  | 15  |       |
| 3 | RKS Radom       | 4 | 0   | 0 | 0 | 4 | 5   | 16  |       |

Legenda:
|  | Awans do fazy finałowej |

### Wyniki
```
Naprzód Lipiny                 xxx 8-0 3-2
Podgórze Kraków                1-5 xxx 4-1
RKS Radom                      1-3 1-6 xxx.
```

```
* Naprzód - Podgórze 8-0 według PLPN.
* Podgórze - Naprzód 1-5 według PLPN.
* Podgórze - RKS 4-1 według PLPN.
* RKS - Podgórze 1-6 według PLPN.
```

### Tabela grupy III
|   | Klub                              | M | Pkt | Z | R | P | Br+ | Br− | Uwagi |
| 1 | Lechia Lwów                       | 3 | 4   | 2 | 0 | 1 | 9   | 6   |       |
| 2 | 9 Pułk Artylerii Ciężkiej Siedlce | 3 | 2   | 1 | 0 | 2 | 6   | 9   |       |

Legenda:
|  | Awans do fazy finałowej |

### Wyniki
```
Lechia Lwów - 9 p. artylerii ciężkiej Siedlce 5-2, 0-2,
dodatkowy mecz w Lublinie:
Lechia Lwów - 9 p. artylerii ciężkiej Siedlce 4-2.
```

### Tabela grupy IV
|   | Klub             | M | Pkt | Z | R | P | Br+ | Br− | Uwagi |
| 1 | Ognisko Wilno    | 4 | 7   | 3 | 1 | 0 | 15  | 4   |       |
| 2 | WKS 82 pp Brześć | 4 | 3   | 1 | 1 | 2 | 7   | 12  |       |
| 3 | Cresovia Grodno  | 4 | 2   | 0 | 2 | 2 | 8   | 14  |       |

Legenda:
|  | Awans do fazy finałowej |

### Wyniki
```
Ognisko Wilno                  xxx 5-0 2-2
82 p.p. Brześć                 0-3 xxx 4-1
Cresovia Grodno                2-5 3-3 xxx
```

```
* Ognisko - 82 p.p. 3-0 według FUJI, 5-0 według Radoń i PLPN.
* 82 p.p. - Ognisko 0-5 według FUJI, 0-3 według Radoń i PLPN.
* Ognisko - Cresovia 2-2 według FUJI i PLPN, 5-2 według Radoń.
* Cresovia - Ognisko 2-5 według FUJI i PLPN, 2-2 według Radoń.
```

## Finał

### Tabela grupy finałowej
|   | Klub           | M | Pkt | Z | R | P | Br+ | Br− | Uwagi |
| 1 | ŁTSG Łódź      | 6 | 10  | 5 | 0 | 1 | 19  | 14  |       |
| 2 | Lechia Lwów    | 6 | 8   | 4 | 0 | 2 | 17  | 8   |       |
| 3 | Naprzód Lipiny | 6 | 6   | 3 | 0 | 3 | 18  | 13  |       |
| 4 | Ognisko Wilno  | 6 | 0   | 0 | 0 | 6 | 6   | 25  |       |

Legenda:
|  | Prawo do gry w I lidze w 1930 |

### Wyniki
```
ŁTSG Łódź                      xxx 3-1 5-3 3-2
Lechia Lwów                    6-2 xxx 3-1 3-0
Naprzód Lipiny                 1-2 2-0 xxx 3-1
Ognisko Wilno                  1-4 0-4 2-8 xxx
```

```
* Lechia - ŁTSG 3-1 według FUJI, 6-2 według Radoń i PLPN.
* Lechia - Ognisko 3-0 według FUJI i PLPN, 4-0 według Radoń.
* ŁTSG - Lechia 6-2 według FUJI, 3-1 według  Radoń i PLPN.
* Ognisko - Lechia 0-4 według FUJI i PLPN, 0-3 według Radoń.
* Naprzód - Ognisko 8-2 według FUJI, 3-1 według Radoń i PLPN.
* Ognisko - Naprzód 1-3 według FUJI, 2-8 według Radoń i PLPN.
* Ognisko - ŁTSG 1-4 według PLPN.
* ŁTSG - Ognisko 3-2 według PLPN.
```